# Joan Parera i Reinés
Joan Parera i Reinés (Esparreguera, Baix Llobregat, 24 de juny de 1893 - Sabadell, Vallès Occidental, 11 d'octubre de 1970) fou un violinista i compositor de sardanes.
Estudià solfeig i violí amb Feliu Monné, a Esparreguera, i més tard al Conservatori del Liceu, de Barcelona. Va actuar en nombroses agrupacions musicals i va ser considerat un gran violinista, conegut pel "Rossinyol del violí". En el camp de la sardana, va actuar com a trombó i fiscorn amb la Cobla Molins, de Sabadell. Les seves composicions anaven signades amb el pseudònim Àngelus, que adoptà, segurament, perquè la seva dona es deia Àngela.
Va escriure cinc sardanes la dècada de 1940.